# Árpád Belko
Árpád Belko (Nagyszombat, 29 novembre 1910 – 1998) è stato un calciatore ungherese, di ruolo centrocampista o attaccante.

## Biografia
Soprannominato Bébé Cadum per il suo viso tondo e infantile, sposa una donna francese ad Antibes e in seguito ottiene la cittadinanza francese. Prende parte alla seconda guerra mondiale, rimanendo prigioniero di guerra per diversi anni.

## Caratteristiche tecniche
Esterno sinistro, era un'ottima ala ed era frequentemente schierato anche da attaccante.

## Carriera
Cresciuto nel Sabaria, si trasferisce in Francia nel 1932, andando a giocare nell'Antibes, società che all'epoca militava in prima divisione. Trasferitosi al Sochaux nel 1935, resta nelle file gialloblu per un triennio, passando al Colmar (seconda divisione) nel 1938-1939. Arruolatosi durante il secondo conflitto mondiale, ritorna a giocare a calcio nel 1945, ad Antibes. Due anni dopo, a 37 anni, decide di ritirarsi dal calcio giocato, terminando la carriera con 191 incontri e 70 gol (175/65 nei campionati, 13/4 in Coppa di Francia e 3/1 in Coppa d'Ungheria).
Ad oggi, è il miglior marcatore nella storia dell'Antibes in prima divisione, con 34 centri.

## Palmarès

### Club

#### Competizioni nazionali
- Campionato francese: 1

Sochaux: 1937-1938